# Apionichthys nattereri
Apionichthys nattereri е вид лъчеперка от семейство Achiridae. Видът е незастрашен от изчезване.

## Разпространение
Разпространен е в Бразилия, Еквадор и Перу.

## Описание
На дължина достигат до 23,4 cm.
Популацията на вида е стабилна.